# (2680) Mateo
(2680) Mateo es un asteroide perteneciente al cinturón de asteroides, descubierto el 1 de julio de 1975 por el equipo del Observatorio Félix Aguilar desde el Complejo Astronómico El Leoncito, San Juan, Argentina.

## Designación y nombre
Designado provisionalmente como 1975 NF. Fue nombrado Mateo en honor al astrónomo argentino José Mateo.